# Rytidosperma unarede
Rytidosperma unarede là một loài thực vật có hoa trong họ Hòa thảo. Loài này được (Raoul) Connor & Edgar miêu tả khoa học đầu tiên năm 1979.